# アムステルダム国際園芸博覧会 (1982年)

1982年のアムステルダム国際園芸博覧会（アムステルダムこくさいえんげいはくらんかい, Floriade d'Amsterdam 1982）は、1982年4月18日から10月10日までオランダのアムステルダムで開催された国際園芸博覧会であり、博覧会国際事務局から認定された国際博覧会（特別博）である。会期中460万人が来場した。

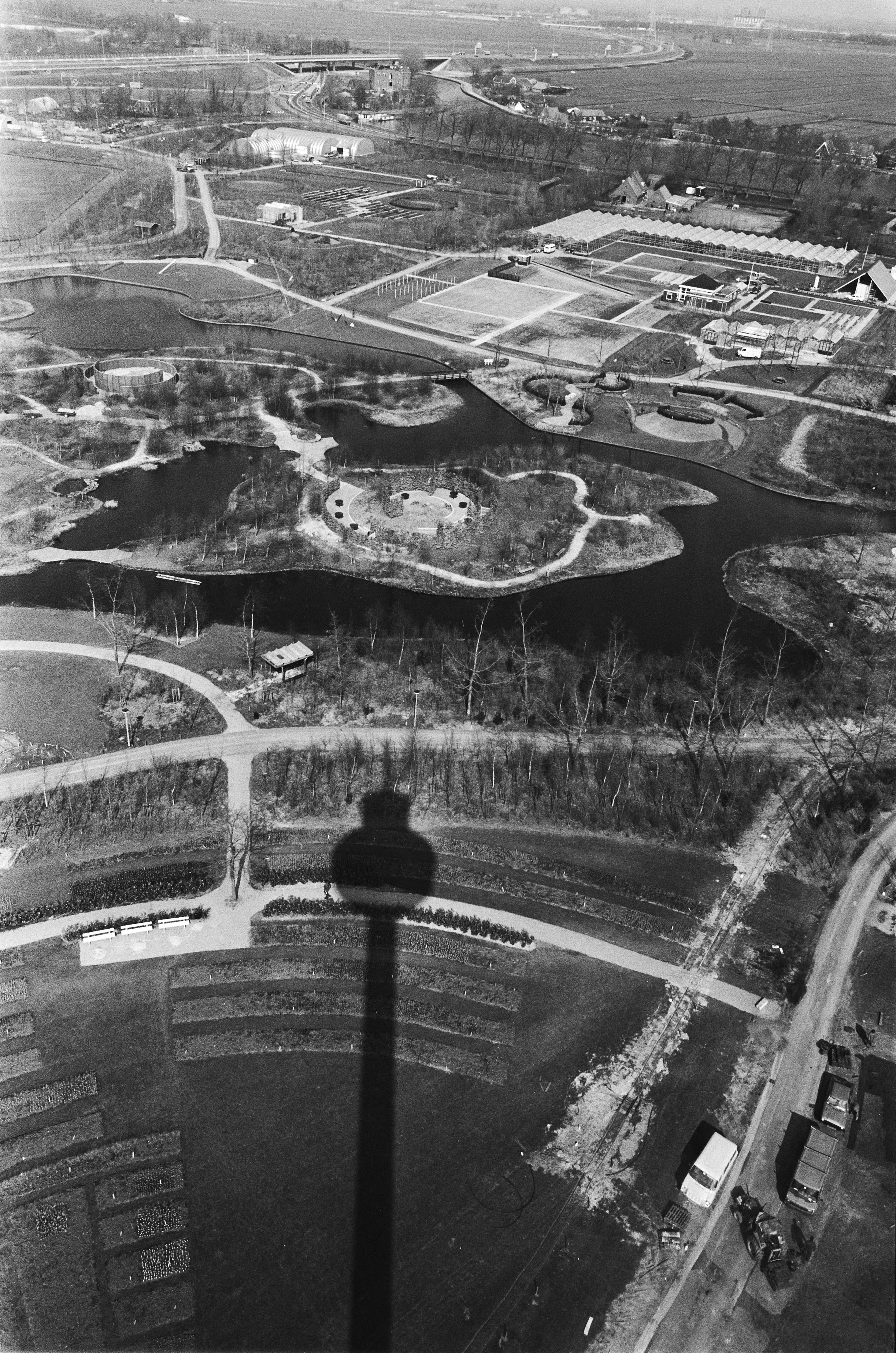
展望台からの眺め

## ギャラリー

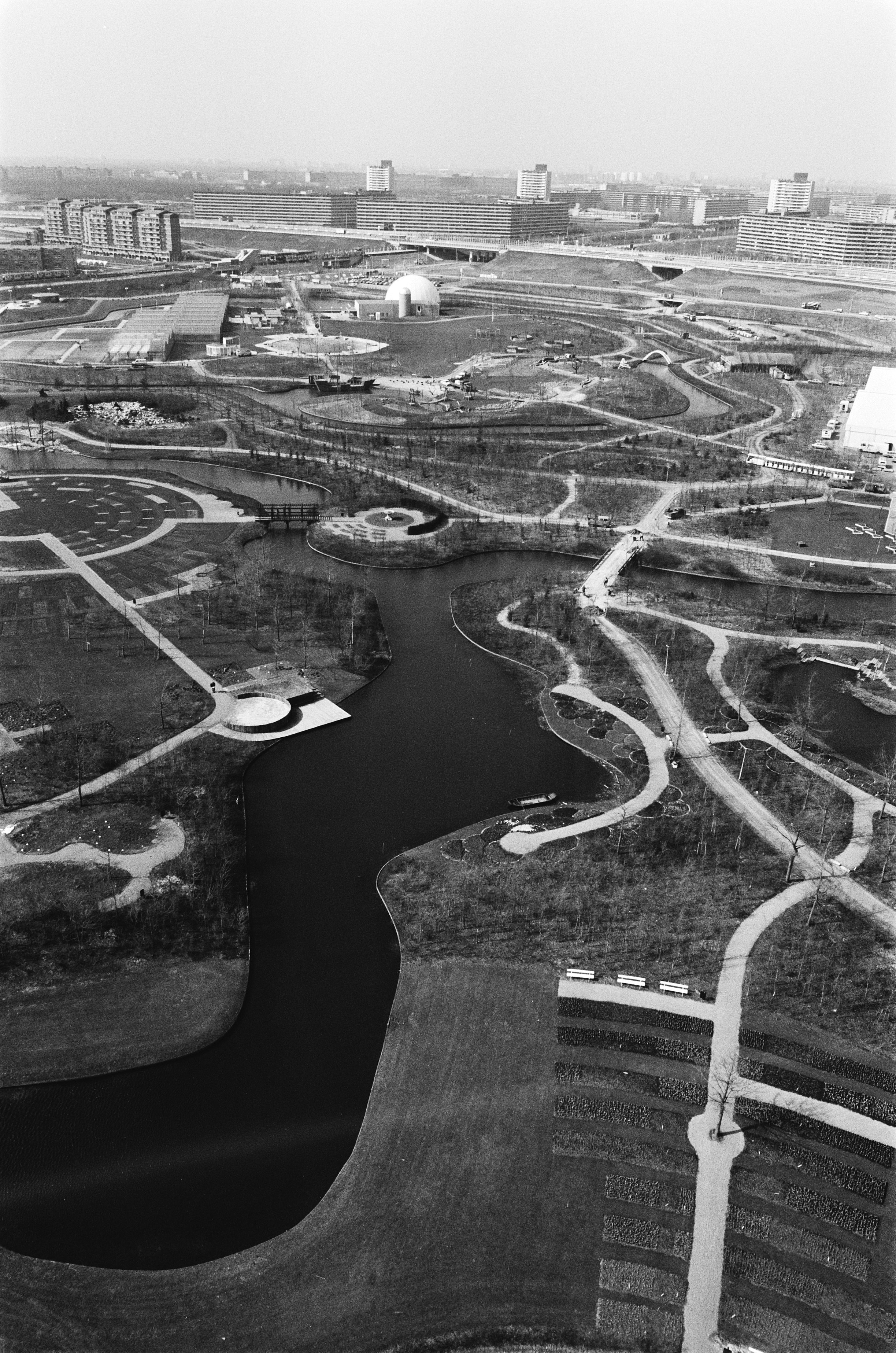
航空写真
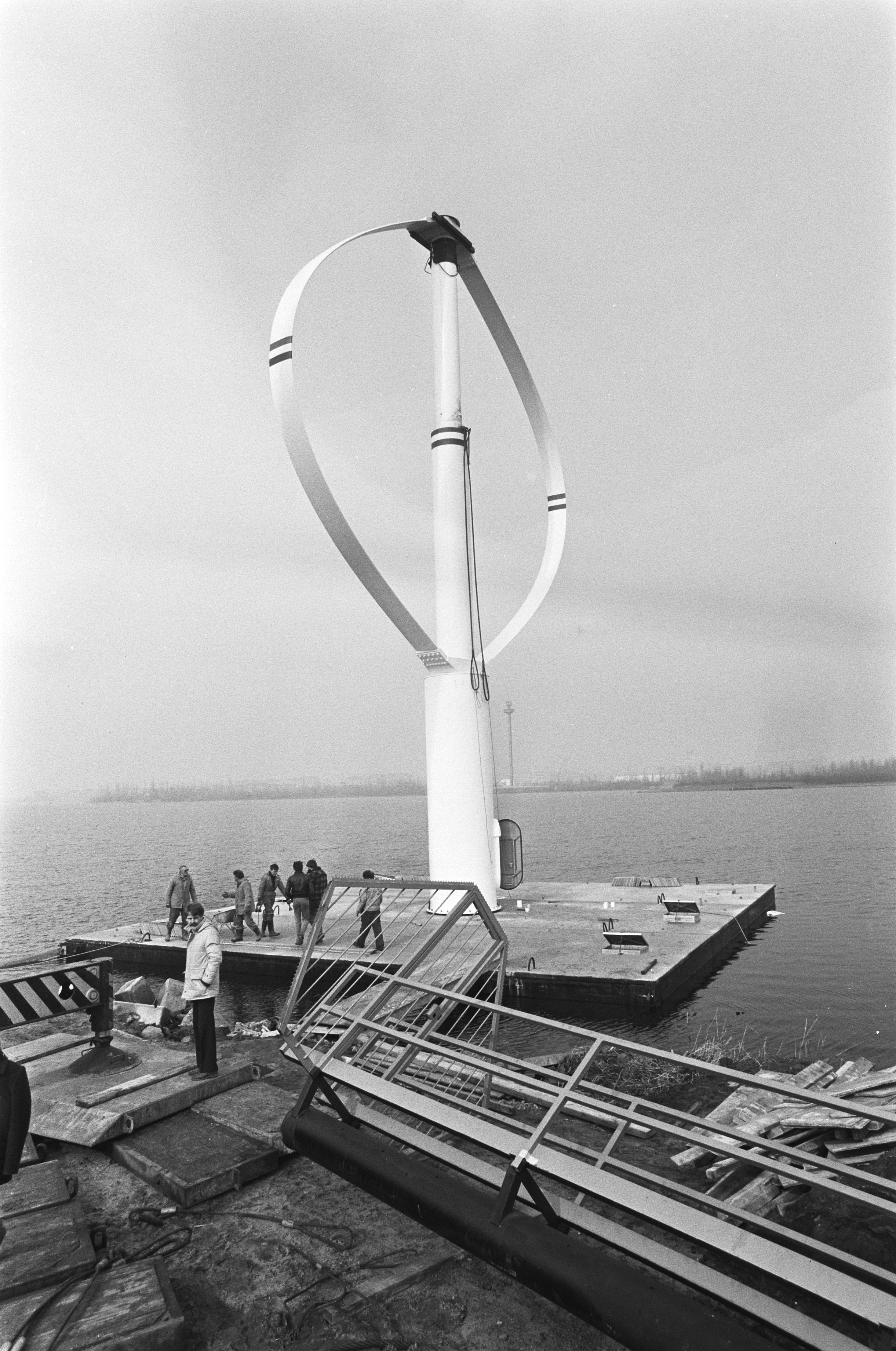
24メートルの風車
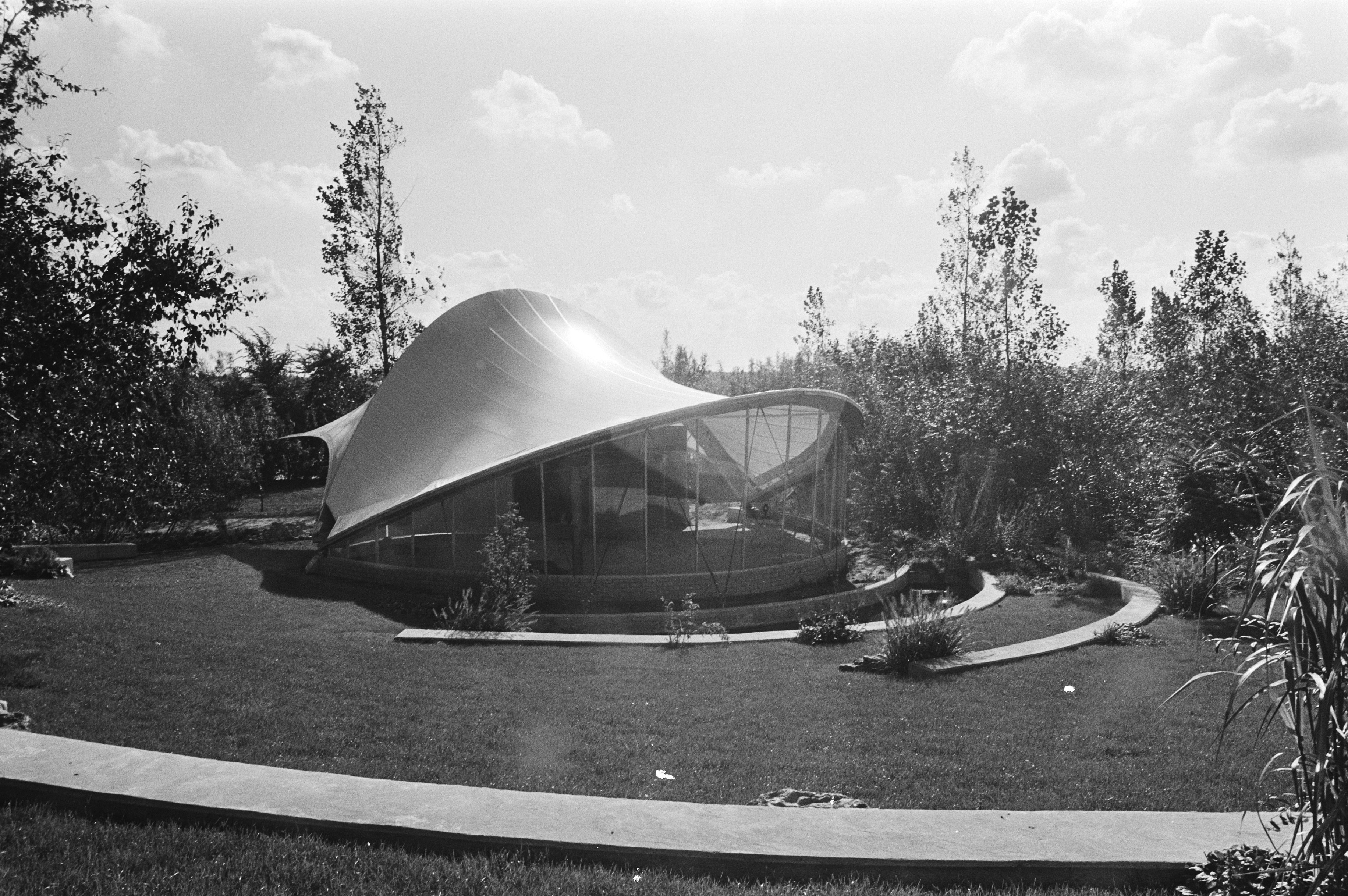
パビリオン美術館（オランダ語版）
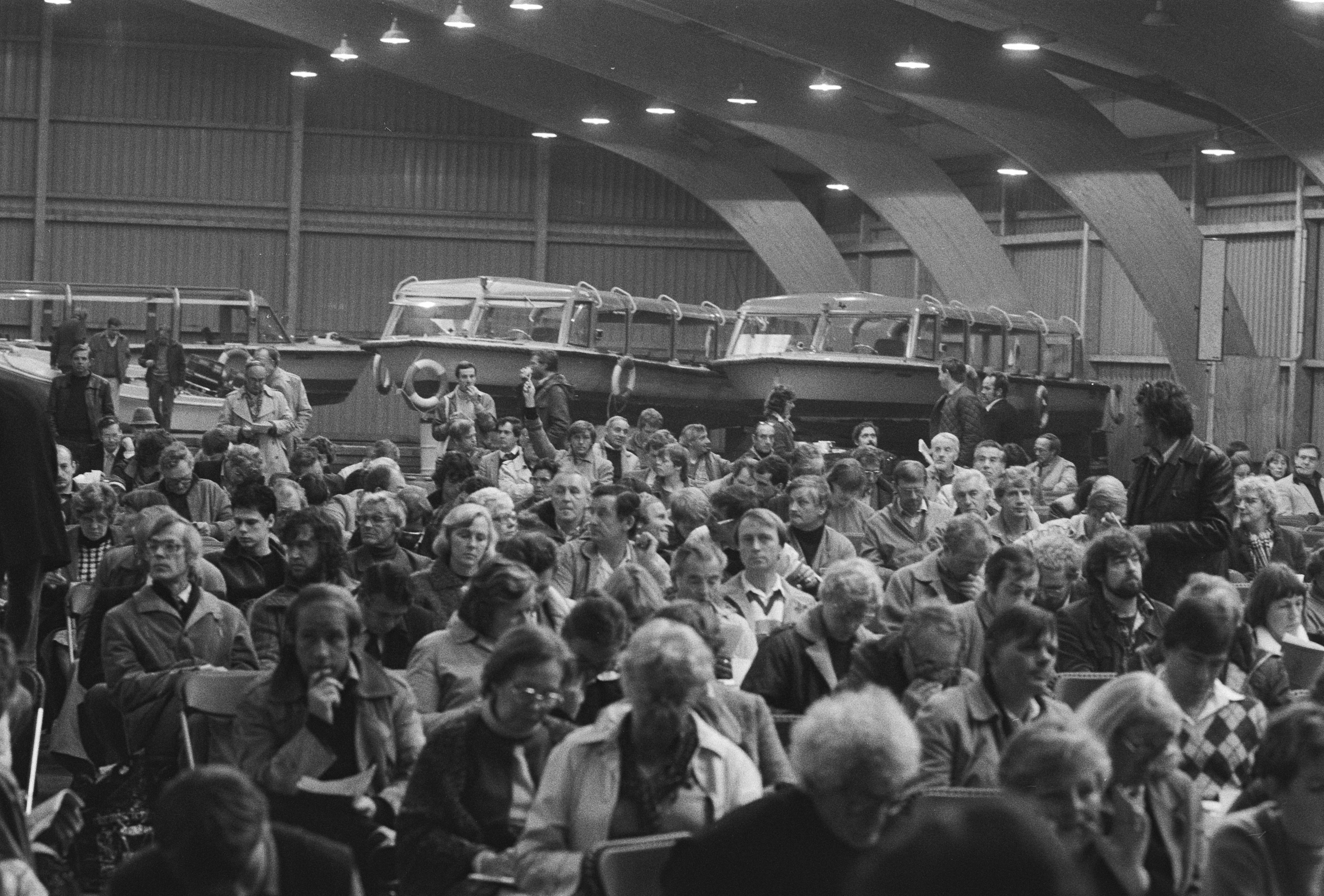
遊覧船を背景にしたオークション来場者